# 204 Pułk Piechoty (1939)
204 pułk piechoty (204 pp) – rezerwowy oddział piechoty Wojska Polskiego.

## Formowanie i zmiany organizacyjne
Pułk został sformowany we wrześniu 1939 roku na bazie Dąbrowskiej Półbrygady ON dla 55 Dywizji Piechoty rezerwowej z Armii „Kraków”. Organizacji i wyposażenia pułku nie ukończono do momentu opuszczenia Śląska. Na dzień 2 IX 1939 roku na wyposażeniu pułku znajdowało się 1700 kb i kbk, 9 ckm, 3 moździerze (skompletowanie odpowiadające baonom ON typ IV). Według niektórych autorów bataliony ON „Dąbrowa Górnicza” i „Olkusz” miano formować w/g etatu typ II, a batalion ON „Chrzanów” w/g etatu nr III.  2 września i następnych dniach uzupełniano broń i sprzęt, w tym armaty ppanc. do czasu opuszczenia Śląska. Hełmów i części sprzętu optycznego nie dostarczono. W kampanii wrześniowej walczył w składzie macierzystej dywizji.

## Organizacja wojenna i obsada personalna pułku
Organizacja wojenna i obsada personalna pułku we wrześniu 1939 roku
Dowództwo
sformowane na bazie sztabu Dąbrowskiej Brygady ON
- dowódca – ppłk Wiktor Eichler
- adiutant pułku – por. piech. Wincenty Wypchło (z OWRP)
- oficer żywnościowy – ppor. Stasiak
- kapelan pułku – ks. Stanisław Kowalski

I batalion
sformowany na bazie batalionu ON „Dąbrowa Górnicza”
- dowódca batalionu – mjr Stanisław Tomaszewski
- dowódca 1 kompanii strzeleckiej (dawniej ON „Dąbrowa Górnicza”) – kpt. Karol Jazienicki[4]
- dowódca 2 kompanii strzeleckiej (d. ON „Maczki”) – kpt. K. Kamieński[4]
- dowódca 3 kompanii strzeleckiej (d. ON „Sławków”) – por. Gwidon Mikuła[4]
- dowódca 1 kompanii ckm – NN

II batalion
sformowany na bazie batalionu ON „Chrzanów”
- dowódca batalionu – kpt. Tadeusz Stawicki
- adiutant batalionu – ppor. rez. Roman Waleczek
- dowódca 4 kompanii strzeleckiej (d. ON „Chrzanów”) – NN[4]
- dowódca 5 kompanii strzeleckiej (d. ON „Jaworzno”) –  por. Feliks Jaroszyński
- dowódca 6 kompanii strzeleckiej (d. ON „Trzebinia”) – kpt. Stanisław Rogiński
- dowódca 2 kompanii ckm – por. Władysław Składzień
- dowódca plutonu – ppor. Dominik Dworniczek
- dowódca plutonu – pchor. Edward Stypiński

III batalion
sformowany na bazie batalionu ON „Olkusz”
- dowódca batalionu – kpt. Leon Schönfeld
- adiutant batalionu – NN
- dowódca 7 kompanii strzeleckiej (d. ON „Olkusz”) –  NN
- dowódca 8 kompanii strzeleckiej (d. ON „Wolbrom”) – NN[4]
- dowódca 9 kompanii strzeleckiej(d. ON „Pilica”) – por. Stanisław Dedelis
- dowódca 3 kompanii ckm – NN
- dowódca plutonu w 3 kompanii ckm – ppor. Aleksander Brydak

Oficerowie pułku o niewiadomym przydziale
- ppor. Jerzy Gawęcki
- ppor. Lucjan Kubik
- ppor. Maciej Lebel
- ppor. Ignacy Niemiec
- ppor. Julian Pogoda